# Campeonato Europeu de Patinação de Velocidade em Pista Curta
O Campeonato Europeu de Patinação de Velocidade em Pista Curta é uma competição de patinação de velocidade em pista curta disputada anualmente na Europa.

## Medalhistas

### Masculino
| Ano  | Cidade-sede     | Ouro               | Prata                           | Bronze              |
| 1997 | Malmö           | Fabio Carta        | Mirko Vuillermin                | Bruno Loscos        |
| 1998 | Budapeste       | Fabio Carta        | Michele Antonioli Dave Versteeg |                     |
| 1999 | Oberstdorf      | Fabio Carta        | Nicola Franceschina             | Michele Antonioli   |
| 2000 | Bormio          | Fabio Carta        | Nicky Gooch                     | Nicola Franceschina |
| 2001 | Haia            | Bruno Loscos       | Cees Juffermans                 | Nicky Gooch         |
| 2002 | Grenoble        | Fabio Carta        | Nicola Rodigari                 | Bruno Loscos        |
| 2003 | São Petersburgo | Fabio Carta        | Michel Antonioli                | Nicola Franceschina |
| 2004 | Zoetermeer      | Nicola Rodigari    | Fabio Carta                     | Nicola Franceschina |
| 2005 | Turim           | Fabio Carta        | Arian Nachbar                   | Nicola Franceschina |
| 2006 | Krynica-Zdrój   | Nicola Rodigari    | Fabio Carta                     | Pieter Gysel        |
| 2007 | Sheffield       | Nicola Rodigari    | Pieter Gysel                    | Yuri Confortola     |
| 2008 | Ventspils       | Haralds Silovs     | Niels Kerstholt                 | Nicola Rodigari     |
| 2009 | Turim           | Nicola Rodigari    | Haralds Silovs                  | Viktor Knoch        |
| 2010 | Dresden         | Nicola Rodigari    | Thibaut Fauconnet               | Maxime Chataignier  |
| 2011 | Heerenveen      | Thibaut Fauconnet  | Haralds Silovs                  | Sjinkie Knegt       |
| 2012 | Mladá Boleslav  | Sjinkie Knegt      | Niels Kerstholt                 | Thibaut Fauconnet   |
| 2013 | Malmö           | Freek Van der Wart | Sjinkie Knegt                   | Vladimir Grigorev   |
| 2014 | Dresden         | Viktor An          | Semen Jelistratov               | Niels Kerstholt     |

### feminino
| Ano  | Cidade-sede     | Ouro               | Prata                              | Bronze            |
| 1997 | Malmö           | Marinella Canclini | Ellen Wiegers                      | Elena Tikhanina   |
| 1998 | Budapeste       | Marinella Canclini | Anke Jannie Landmann Ellen Wiegers |                   |
| 1999 | Oberstdorf      | Marinella Canclini | Evgenia Radanova                   | Maureen de Lange  |
| 2000 | Bormio          | Evgenia Radanova   | Katia Zini                         | Evelina Rodigari  |
| 2001 | Haia            | Evgenia Radanova   | Mara Zini                          | Stéphanie Bouvier |
| 2002 | Grenoble        | Evgenia Radanova   | Mara Zini                          | Joanna Williams   |
| 2003 | São Petersburgo | Evgenia Radanova   | Stéphanie Bouvier                  | Nina Evteeva      |
| 2004 | Zoetermeer      | Evgenia Radanova   | Tatiana Borodulina                 | Marta Capurso     |
| 2005 | Turim           | Tatiana Borodulina | Evgenia Radanova                   | Marta Capurso     |
| 2006 | Krynica-Zdrój   | Evgenia Radanova   | Arianna Fontana                    | Katia Zini        |
| 2007 | Sheffield       | Evgenia Radanova   | Stéphanie Bouvier                  | Katia Zini        |
| 2008 | Ventspils       | Arianna Fontana    | Evgenia Radanova                   | Nina Evteeva      |
| 2009 | Turim           | Arianna Fontana    | Kateřina Novotná                   | Stéphanie Bouvier |
| 2010 | Dresden         | Kateřina Novotná   | Arianna Fontana                    | Elise Christie    |
| 2011 | Heerenveen      | Arianna Fontana    | Bernadett Heidum                   | Martina Valcepina |
| 2012 | Mladá Boleslav  | Arianna Fontana    | Jorien ter Mors                    | Martina Valcepina |
| 2013 | Malmö           | Arianna Fontana    | Elise Christie                     | Jorien ter Mors   |
| 2014 | Dresden         | Jorien ter Mors    | Elise Christie                     | Arianna Fontana   |